# Mária evangéliuma
A Mária evangéliuma (kopt nyelven: Peuangelion kata Marihamm) A Mária evangéliuma eredetileg valószínűleg görög nyelven írt, de legteljesebb formájában kopt nyelven fennmaradt az apokrif evangéliumok körébe tartozó ókori irodalmi mű. A kopt változatot egy Karl Reinhardt által Kairóban megvásárolt 5. századból származó papirusz kódexben (Papyrus Berolinensis 8502) 1896-ban fedezték fel.
Mária evangéliumának két másik görög nyelvű töredékes változata is ismert. Ezt a két görög töredéket 1938-ban, illetve 1983-ban publikálták. A legteljesebb és legrégebbi kopt változatot 1955-ben. A kopt változatból hiányoznak az 1 és 6, illetve a 11 és 14 közötti oldalak
A evangélium első része a feltámadott Jézus és tanítványai között az anyag (a test) halál utáni sorsáról, s a bűn mibenlétéről értekező párbeszédet írja le. A második rész Mária Magdaléna látomásáról szól. A két rész egymástól független történetet tartalmaz és csupán Mária Magdaléna személye kapcsolja egybe azokat, aki az első rész végén jelenik meg. A szöveg a lélekkel (pszükhé) és szellemmel (pneuma) szemben a tudatot emeli ki.

## További irodalom
- Világirodalmi lexikon VIII. (Mari–My). Főszerk. Király István. Budapest: Akadémiai. 1982.   8. o. ISBN 963-05-3109-7
- Nat Geo: Ki volt Mária Magdolna?